# Driopea griseonotata
Driopea griseonotata là một loài bọ cánh cứng trong họ Cerambycidae.